# Gruk
Gruk är en sorts kort och aforistisk dikt, uppfunnen på 30-talet av den danske poeten och vetenskapsmannen Piet Hein, som skrev nästan 10 000 av dem fram till sin död 1996. En karaktäristisk gruk är kortfattad, koncist och noggrant formulerad, finurligt rimmad, och innehåller ett mått av ironi, paradox eller satir.
De första grukarna publicerades under signaturen Kumbel Kumbell i tidningen Politiken kort efter att Tyskland ockuperade Danmark i april 1940. Dessa var ämnade att uppmuntra danskarna att hålla modet uppe under ockupationen, och innehöll en kodad, subversiv uppmaning till passivt motstånd.
Ordet gruk sägs vara en sammandragning av "grin" och "suk" (skratt och suck). Detta har dementerats av Hein själv som sagt sig ha tagit ordet ur fria luften.